# Мирендорфплац (станция метро)
«Мирендорфплац» (нем. Mierendorffplatz) — станция Берлинского метрополитена в районе Шарлоттенбург. Расположена на линии U7 между станциями «Юнгфернхайде» (нем. Jungfernheide) и «Рихард-Вагнер-Плац» (нем. Richard-Wagner-Platz), на одноимённой площади.

## История
Открыта 1 октября 1980 года в составе участка «Мирендорфплац» — «Рордамм».

## Архитектура и оформление
Колонная двухпролётная станция мелкого заложения. Архитектор — Райнер Г. Рюммлер. Путевые стены отделаны зелёной, красной, чёрной и белой кафельной плиткой, причём красная плитка образует стилизованные буквы «М» высотой во всю стену. Колонны покрыты металлическими листами цвета латуни, потолок станции жёлтого цвета. Два выхода расположены в обоих торцах платформы.